# Gomólnik Mały
Gomólnik Mały (niem. Schindelberg) (807 m n.p.m.) – wzniesienie w Sudetach Środkowych, w Górach Kamiennych, w środkowej części pasma Gór Suchych.

## Położenie
Gomólnik Mały położony jest na zachód od miejscowości Głuszyca, w bocznym grzbiecie odchodzącym od Jeleńca ku południowemu wschodowi.
Gomólnik Mały zbudowany jest z permskich melafirów (trachybazaltów) należących do północnego skrzydła niecki śródsudeckiej.
Wzniesienie porośnięte jest lasem świerkowym regla dolnego.
Znajduje się w Parku Krajobrazowym Sudetów Wałbrzyskich.
Pod koniec kwietnia 2023 roku na północno-wschodnim zboczu Gomólnika Małego został otwarty taras widokowy.

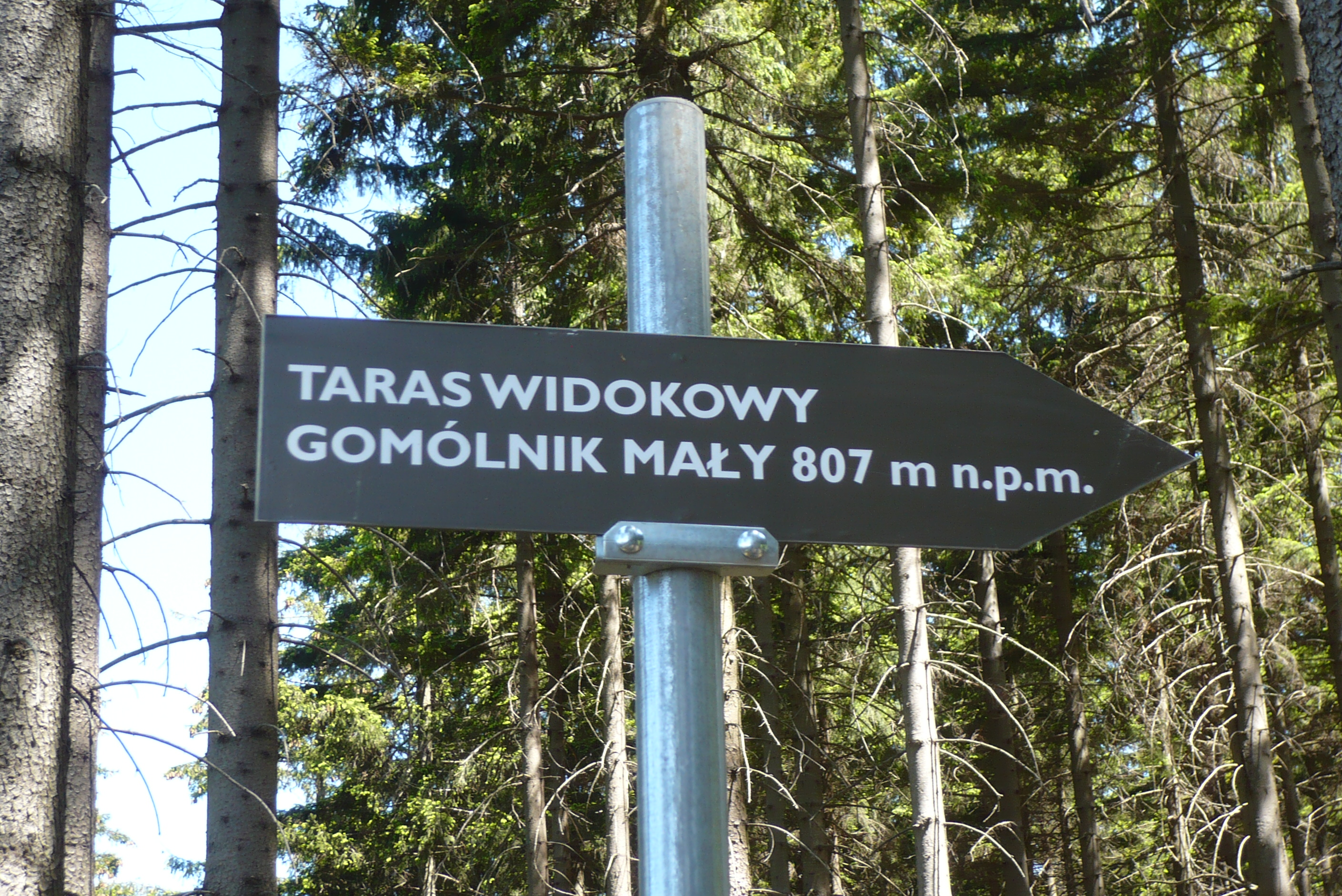
Kierunkowskaz
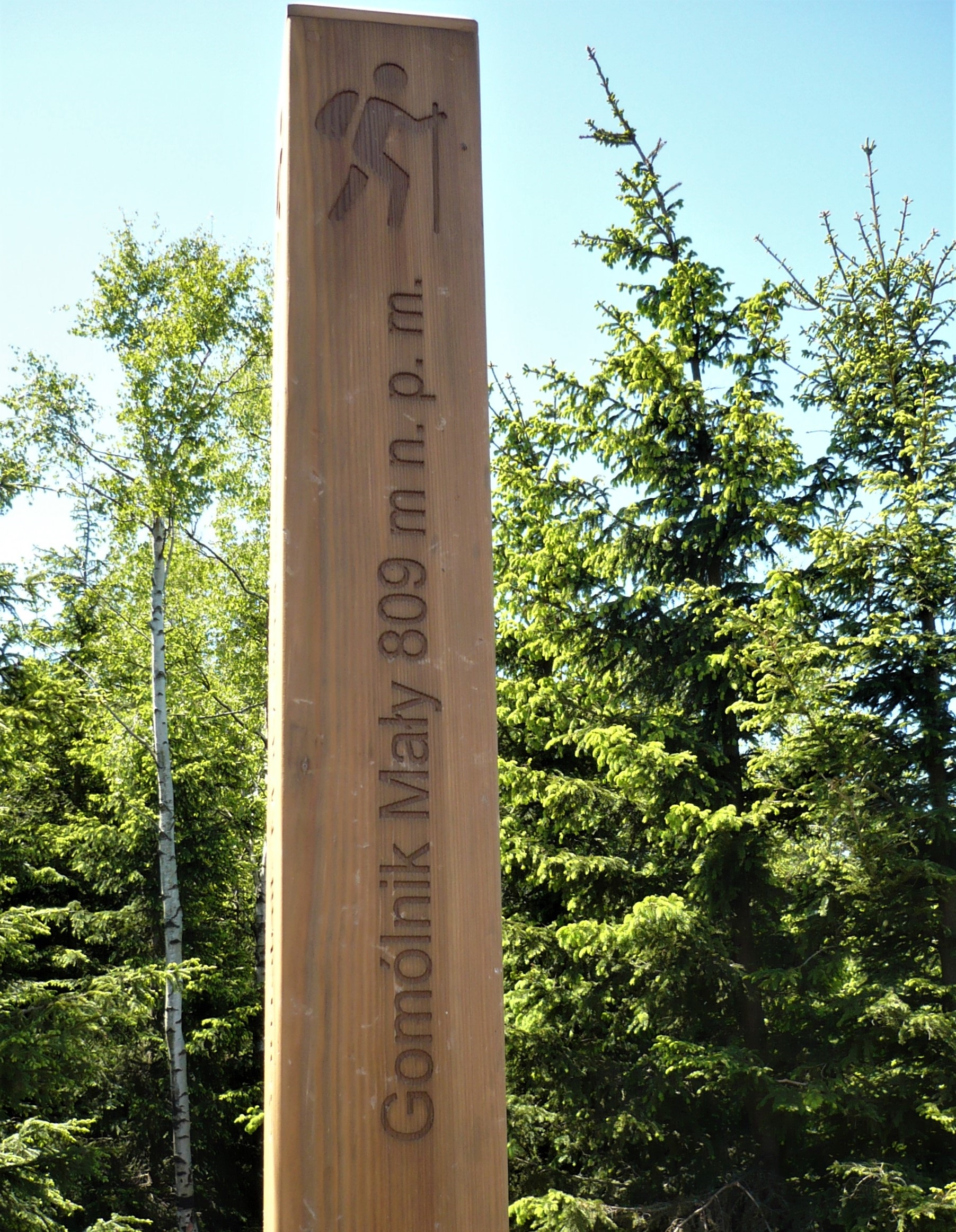
Słup z oznaczeniem